# Valley Gang
Valley Gang était un  gang de rue d'origine irlandaise de Chicago pendant la fin du XIXe siècle et le début du XXe siècle et fut plus tard allié à l'Outfit de Chicago sous le règne d'Al Capone.

## Histoire
Le Valley Gang a été fondé à Chicago sur la 15th Street dans les années 1890 et était spécialisé dans les vols à la tire, les vols à main armée, les cambriolages et les vols de camions de marchandises. En 1900, le gang était devenu une force dominante dans la pègre de Chicago, rivalisant aux côtés des Ragen's Colts (un autre gang de rue principalement irlandais qui dominait la pègre de Chicago au début du XXe siècle). Au milieu des années 1910, le Valley Gang était dirigé par Paddy "The Bear" Ryan qui opérait depuis son salon de coiffure rue South Halstead, contrôlait les cargaisons d'alcool en provenance du Canada lors de la Prohibition jusqu'à son assassinat en 1920 par son concurrent Walter "Runt" Quinlan.